# 近藤守
近藤 守（こんどう まもる、1949年5月9日 - ）は、千葉県出身のプロゴルファー。

## 来歴
中央工学校卒業後の22歳からゴルフを始め、1975年にプロに転向。
1976年のサントリーオープンでは初日を尾崎将司・小林富士夫・宮本省三と共に4アンダー68をマークして5位タイでスタートし、1987年には茨城オープンで初優勝 、1988年にはハワイパールオープンで横井ジョウジ・泉川ピート・白石達哉と並んでの10位タイに入った。
1988年のペプシ宇部では初日に67をマークし、中村通・羽川豊・青木功と並んでの2位タイでスタート。2日目には68とスコアを伸ばし、通算9アンダー135で陳志明（中華民国）と首位タイで並んだ。最終日も他の選手のスコアが伸び悩む中で着々とスコアを伸ばし、15番までに3バーディー、1ボギーで11アンダーの単独首位に立つ。16番でボギーを出し倉本昌弘に並ばれたものの、最終ホールでは7番アイアンで放った第2打をピン手前1mに着けると、先にホールアウトした倉本の見つめる前で会心のバーディーパットを沈める。プロ2勝目と14年目でのツアー初優勝を飾り、プロ14年間で稼いだ金額に相当する賞金900万円を獲得。
1988年のかながわオープンでは初日を古木譲二・青木基正と共に69をマークし、2位タイでスタートした。
1994年6月には森静雄が主催する日本初のミニツアーに出場し、優勝賞金100万円、2位60万円をかけた試合で、当時研修生の樋口勝信と4アンダーで並び、プレーオフへと突入。1番377ヤード、パー4のホールでは3Wでナイスショットし、2打目には5mにオン。近藤と樋口は共にいいパットがカップをかすめパーに終わり、2ホール目は4番558ヤードパー5のホールで12mにオンするが、近藤は外して2位に終わった。たった2ホールであったが、樋口はツアーでの優勝の実績があるプロとラウンドするのは初めてのことで、緊迫したプレーオフで近藤の迫力と凄まじい気合を目の当たりにし、近藤はその後会った時には「俺の天敵だ!」といつも言っていた。
1998年の宇部興産オープンを最後にレギュラーツアーから引退し、シニアに転向した1999年には日本シニアオープンで天野勝・井上久雄と並んでの5位タイ、2000年には1日大会のN.CUPシニアオープンで青木の2位、2001年にはオールドマンパーシニアで冨田三十士と並んでの8位タイに入る。
2010年の日本プロシニアを最後にシニアツアーから引退し、現在は平岡牧場サンバレーや勝浦東急ゴルフコースでレッスンを担当。

## 主な優勝
- 1987年 - 茨城オープン
- 1988年 - ペプシ宇部